# Grant Holloway
Stanley Grant Holloway (Chesapeake, Virginia, 19. studenog 1997.) američki je preponaš i sprinter. 
On je trostruki svjetski prvak ( Doha 2019., Eugene 2022. i Budimpešta 2023.), osvajač zlatne medalje na Olimpijskim igrama u Parizu 2024. i srebrne medalje na Olimpijskim igrama u Tokiju 2020. na 110 metara s preponama i drugi najbrži čovjek u povijesti na toj disciplini s osobnim rekordom od 12,81 sekundi, postavljenim u SAD-u 26. lipnja 2021. U utrci na 60 metara s preponama, Holloway je svjetski dvoranski prvak 2022. u Beogradu i Glasgowu 2024. i svjetski rekorder u dvorani s vremenom od 7,27 sekundi postavljenim na dvoranskom prvenstvu SAD-a u atletici 2024.
Unatoč tome što je trkač s preponama, pokazao je svestranost dok se natjecao za Sveučilište Floridu, također trčeči štafete i skakajući u dalj. Bio je pokretačka snaga momčadskih nastupa Floride na NCAA prvenstvu. U šest NCAA prvenstava u kojima se Holloway natjecao između 2017. i 2018., Florida je osvojila tri i završila druga u ostala tri. Do veljače 2024. nije izgubio dvoransku utrku sprinta s preponama od ožujka 2014., kada je imao 16 godina.
Holloway je 24. veljače 2021. u Madridu oborio svjetski rekord u dvorani na 60 metara s preponama. Sa 7,30 s nadmašio je 27 godina star svjetski rekord Colina Jacksona za stotinku. Istoga dana u finalu natjecanja još je jednom srušio svjetski rekord za stotinku istrčavši 7,29 s. U polufinalu utrke na 60 metara s preponama na Svjetskom dvoranskom prvenstvu u Beogradu 20. ožujka 2022. Holloway je izjednačio vlastiti svjetski rekord istrčavši 7,29 sekundi.